# 在韓蒙古人
南韓，是世界上有最多蒙古國僑民居住的國家。

## 人口
2003年，已經有20000個蒙古國人在韓國工作，比在美國，日本和歐洲的僑民更多。在2008年他們人口已上升至33000人，是蒙古國人口1.2％，韓國政府估計，在蒙古每兩個城市就有一家庭的一個成員在韓國工作。
據南韓政府估計，40％在韓蒙古人是非法居民，其他則估計可能高達70％。在韓蒙古人人口的增長如此之快，以至於在首爾的蒙古國大使館在很大程度上是無法為蒙古居民提供協助。其結果是，蒙古人建立了自己的非政府組織提供互助服務。

## 遷移動機
多數在韓蒙古人從事重工業工作，一些也在首爾從事飲食業，開辦貿易公司和雜貨店，特別是在首爾中區近東大門的光熙洞所謂的“中亞村”。他們多數也略通韓語，通過韓國語能力評價試驗。
除了充當外勞，蒙古人來到韓國還有其他目的。截至2008年，每年也有大約1700個蒙古人來到韓國接受高等教育，一些蒙古女人是作為國際新娘嫁到韓國，她們的平均年齡只有24.9歲，而她們的丈夫是44.5歲，而且比她們的丈夫教育程度更高。

## 族群間的關係
蒙古人在韓國生活其中一個困難是年齡的尊卑層次，在蒙古五歲之內還是同一年歲組，說話還是彼此平等。但在韓國年歲差一年已要使用敬語。
有4個蒙古人曾在火災中救出11個韓國人，在2007年被韓國法務部入境事務處賦予正式的生活和工作權利。

## 教育
韓國有一所專門針對蒙古外勞子女的學校：國際蒙古族學校，位於首爾廣津區廣壯洞，它成立於1999年8月，最初只有8個學生，學生有很大一部分是非法移民的子女，無法就讀正規公立學校。2011年，大約有80名學生在1-9年級就讀。